# 淋巴結腫大
淋巴结肿大（lymphadenectasis）是一種淋巴结病（lymphadenopathy），旧名腺病（adenopathy），臨床表現為淋巴結的大小或硬度异常。最常见的类型是炎症型淋巴结病，称为淋巴结炎（lymphadenitis），旧称淋巴腺炎。
淋巴結腫大常见的致病原因原因包括感染（从轻微的疾病如普通感冒到严重的如艾滋病毒/艾滋病均會引起淋巴結腫大）、自身免疫性疾病和癌症。